# Nyctycia shelpa
Nyctycia shelpa är en fjärilsart som beskrevs av Yoshimoto 1993. Nyctycia shelpa ingår i släktet Nyctycia och familjen nattflyn. Inga underarter finns listade i Catalogue of Life.